# Цар Михайло
Михайло Цар (5 березня 1893, м. Радехів, Львівщина — 17.VII.1934, Львів) — український націоналістичний активіст, член ОУН. Убивця директора Академічної гімназії у Львові Івана Бабія.
За свідченнями затриманих членів ОУН Мигаля і Малюци, вбивство почали готувати за наказом Степана Бандери. Затримані розповіли про оунівську мережу та підготовку до побиття посла Сейму Михайла Матчака (за публічну критику ОУН) і вбивства міністра внутрішніх справ Броніслава Перацького (за організацію пацифікації в Галичині). В акті обвинувачення Варшавського процесу 1934—1935 рр. також писало про причетність Царя до нападу на касу в с. Корчин, коли було поранено солтиса (голову села).
За даними слідства підсудний користувався «фальшивим іменем Павло Савчук» і «стріляв у Бабія на вулиці Св. Петра і Павла з револьвера системи Ортгієс».
Після вбивства І. Бабія 25 липня 1934 року, щоб не потрапити в руки агентів поліції, вистрелив собі в рот. Помер від ран через три тижні в тюремній лічниці.
Похорон Михайла Царя відбувся 19 серпня 1934 року. Похований на полі 51 (могила 372) Янівського цвинтаря у Львові.